# Diocese de Chascomús
A Diocese de Chascomús (Latim: Dioecesis Chascomusensis) é uma diocese localizada na cidade de Chascomús, pertencente a Arquidiocese de La Plata na Argentina. Foi fundada em 27 de março de 1980 pelo Papa João Paulo II. Com uma população católica de 384.960 habitantes, sendo 89,0% da população total, possui 29 paróquias com dados de 2017.

## História
A Diocese de Chascomús foi criada a partir da cisão da Arquidiocese de La Plata e da Diocese de Mar del Plata em 27 de março de 1980. 

## Lista de bispos
A seguir uma lista de bispos desde a criação da diocese. 
|                | Nome                  | Período   | Notas                                |
| Bispos         | Bispos                | Bispos    | Bispos                               |
| -------------- | --------------------- | --------- | ------------------------------------ |
| 5º             | Juan Ignacio Liébana  | 2024-     | Atual                                |
| 4º             | Carlos Humberto Malfa | 2000-2024 |                                      |
| 3º             | Juan Carlos Maccarone | 1996-1999 | nomeado Bispo de Santiago del Estero |
| 2º             | José María Montes     | 1983-1996 |                                      |
| 1º             | Rodolfo Bufano        | 1980-1982 | Nomeado Bispo de San Justo           |
| Bispo auxiliar |                       |           |                                      |
|                | José María Baliña     | 2025-     | Atual                                |